# 선거 (조선)

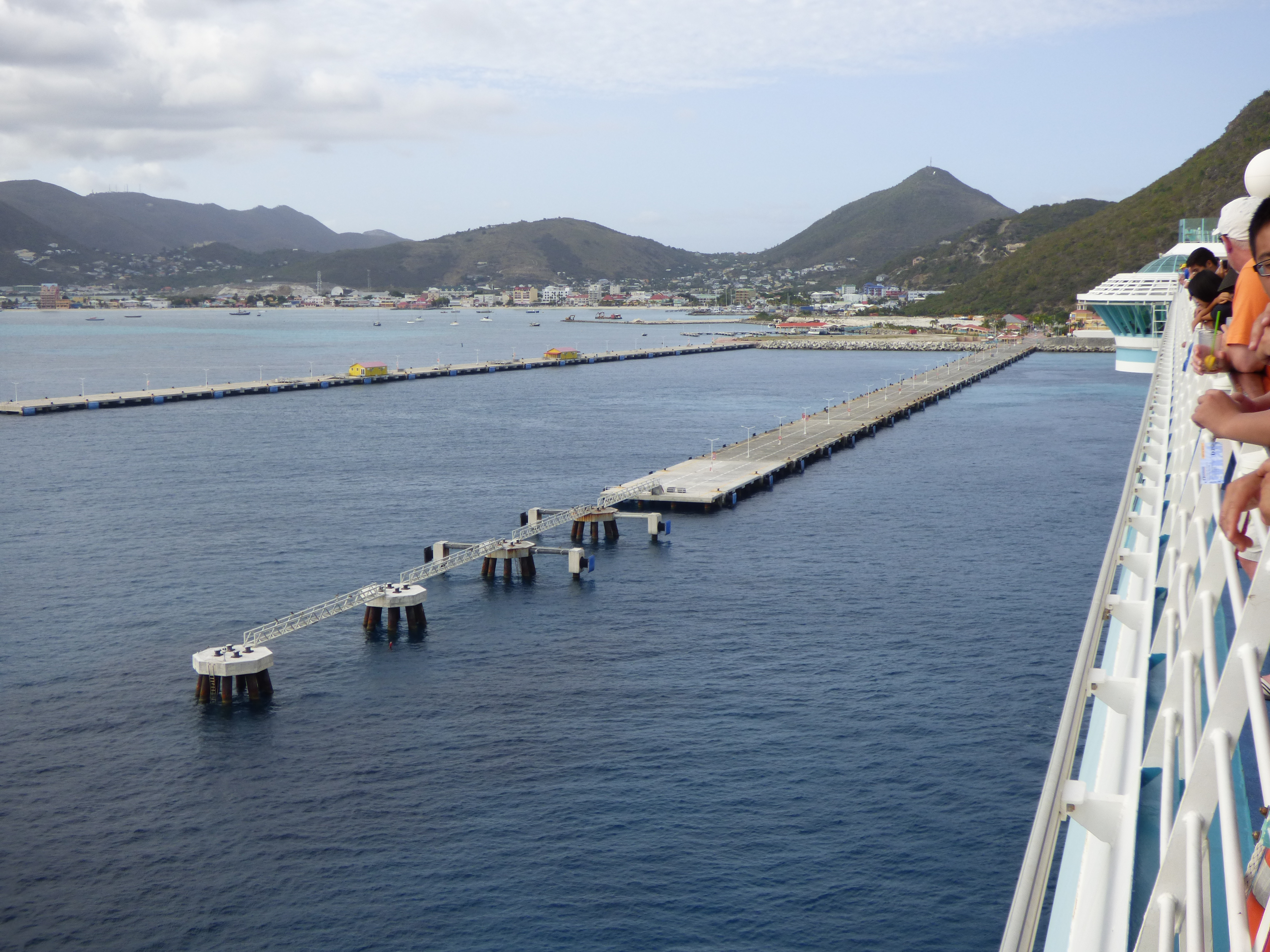
카리브해의 신트마르턴에 있는 유람선 도크

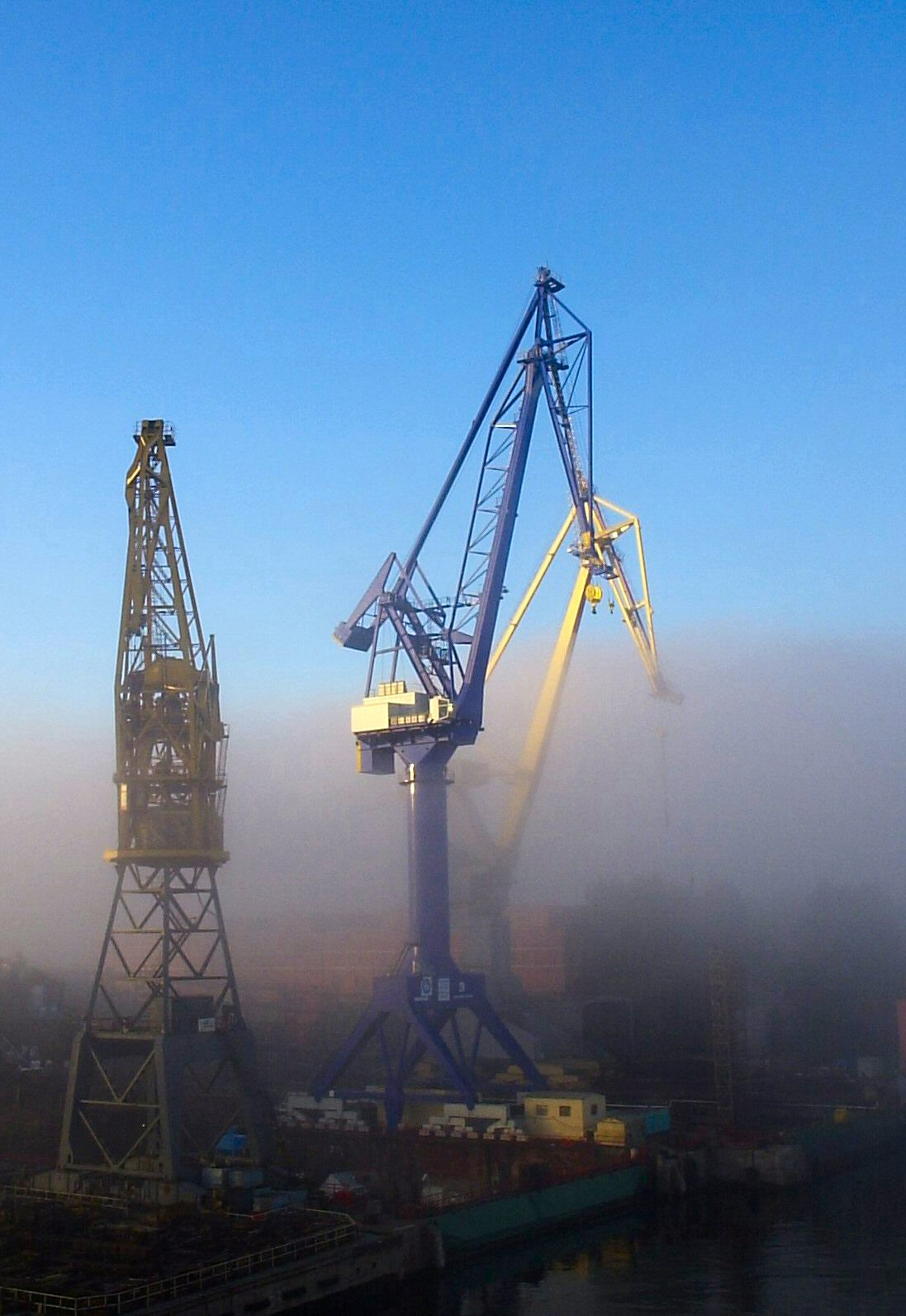
러시아 상트페테르부르크의 도크

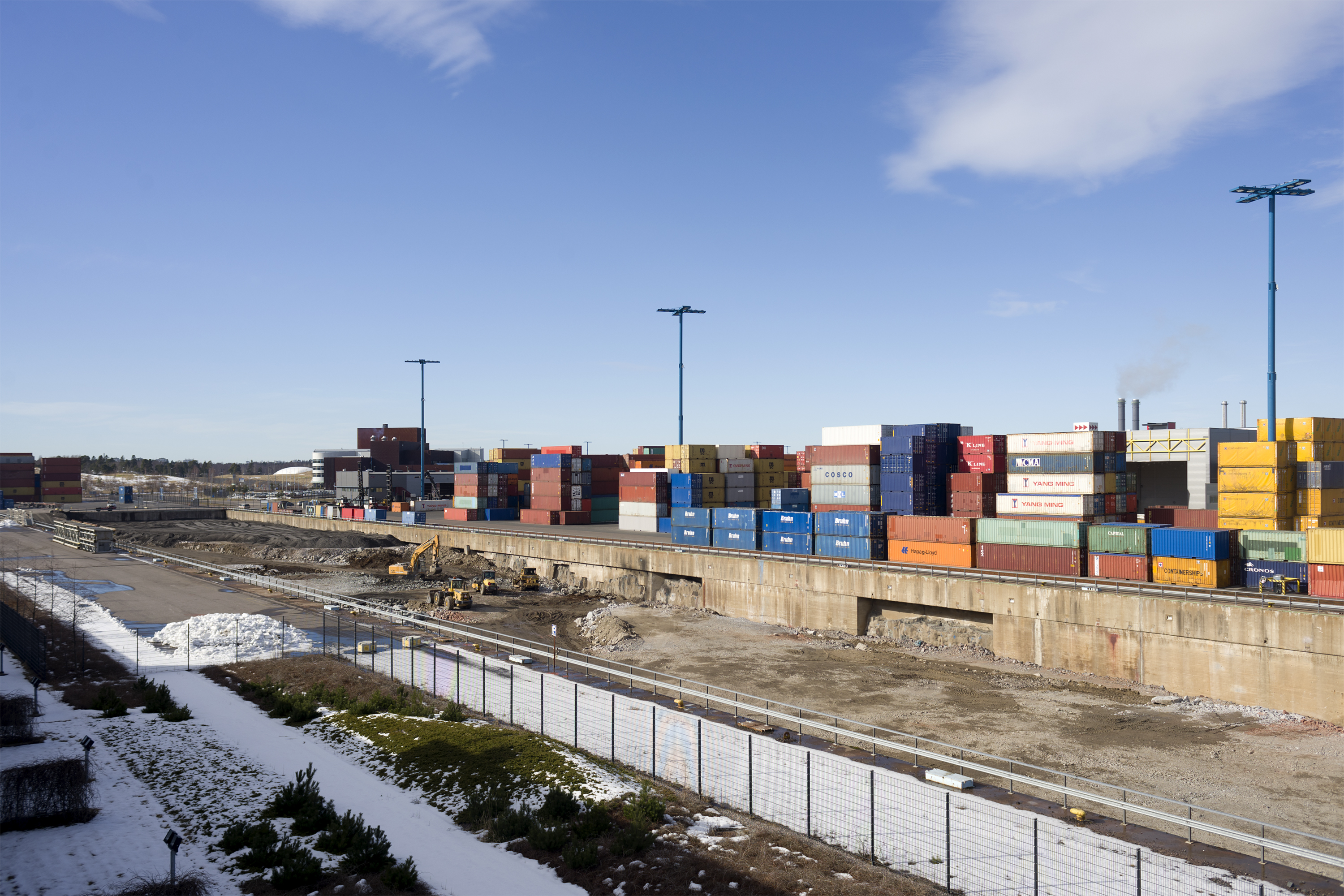
핀란드 헬싱키 부오사리에 있는 옛 발메트 부오사리 조선소의 부분적으로 역류된 드라이독.

도크(네덜란드어 dok에서 유래)는 한자문화권에서는 선거(船渠)로 불리며, 보트나 선박(보통 해안 위 또는 근처) 또는 그러한 구조물 자체의 취급과 관련된 하나 또는 그 이상의 인공 구조물 사이 또는 옆에 있는 물의 영역이다.
‘도크’는 선박의 선적, 하역, 건조 또는 수리가 발생하는 조선소를 나타낼 수도 있다.

## 역사
가장 먼저 알려진 도크는 기원전 2500년경 홍해 연안에 위치한 고대 이집트 항구인 파라오 쿠푸 시대의 와디 알자프(Wadi al-Jarf) 항구에서 발견된 도크였다. 고고학자들은 또한 현장 근처에서 닻과 저장 항아리를 발견했다.
인도 로탈의 도크는 기원전 2400년으로 거슬러 올라가며, 토사의 퇴적을 피하기 위해 본류에서 멀리 떨어져 있었다. 현대의 해양학자들은 고대 하라파인들이 끊임없이 변화하는 사바르마티강의 항로에 그러한 도크를 건설하기 위해 조수와 관련된 훌륭한 지식과 모범적인 수로학, 해양공학을 소유했음에 틀림없다고 관찰했다. 이것은 세계에서 발견된 최초의 알려진 부두로 선박을 정박하고, 서비스할 수 있는 장비를 갖추고 있었다.
로탈 기술자들은 벽이 가마에서 구운 벽돌로 되어 있기 때문에 조석의 움직임과 벽돌로 지어진 구조물에 미치는 영향을 연구한 것으로 추측된다. 이 지식은 또한 캄바트만이 가장 높은 조수의 진폭을 갖고 선박이 강어귀의 조류를 통해 빠져나갈 수 있기 때문에 로탈의 위치를 처음에 선택할 수 있게 해주었다. 엔지니어들은 평균 남북 길이가 21.8m이고, 동서 팔이 37m인 사다리꼴 구조를 만들었다.

## 도크의 종류
영국식 영어에서 도크는 선박의 선적, 하역, 건조 또는 수리에 사용되는 밀폐된 물 영역이다. 이러한 부두는 기존의 자연 수역에 항구 벽을 둘러싸거나 건조한 땅을 굴착하여 만들 수 있다.
수위가 제어되는 특정 유형의 도크 구조가 있다.
습선거 또는 습식 도크(wet dock) 또는 저수 도크(impounded dock)는 도크 게이트나 자물쇠로 물을 가두어 만조 범위가 높은 곳에서 썰물에 배가 떠 있을 수 있도록 하는 변형이다. 도크의 수위는 밀물과 썰물에도 불구하고 유지된다. 이렇게 하면 화물을 더 쉽게 옮길 수 있다. 그것은 수위를 제어하고 선박의 통과를 허용하는 자물쇠처럼 작동한다. 조수의 차이에 상관없이 일정한 수위를 유지하기 위해 잠금장치가 필요했다. 세계 최초의 밀폐된 습식 도크는 1703년에 템스강에 지어진 하울랜드 그레이트 도크였다. 이 도크는 하역 시설이 없는 나무로 둘러싸인 안식처에 불과했다. 부두와 하역 창고가 있는 세계 최초의 상업용 밀폐형 습식 도크는 1715년에 지어진 리버풀의 올드 도크였으며, 최대 100척의 선박을 수용할 수 있었다. 도크는 선박 대기 시간을 줄여 빠른 처리 시간을 제공하여 화물 처리량을 크게 향상시켰다.
- 건선거는 선박의 수중 부분을 조사하고 유지 관리하기 위해 물을 비울 수 있는 도크 게이트가 있는 또 다른 변형이다.
- 부선거 또는 플로팅 도크는 건선거의 한 종류로 육지 기반 시설을 사용할 수 없는 곳에서 드라이 도킹을 허용하기 위해 선박을 물 밖으로 들어 올리는 잠수정 구조이다.

수위가 통제되지 않는 도크는 다음과 같을 수 있다.
- 플로팅 도크 : 배를 띄우기에 항상 충분한 물이 있는 곳.
- NAABSA (Not Always Afloat But Safely Aground) : 썰물 때 배가 바닥에 정착한다. NAABSA 시설을 사용하는 선박은 이를 고려하여 설계되어야 한다.

조선소는 일반적으로 다른 구조와 함께 하나 이상의 도크로 구성된다.

## 같이 보기
- 건선거